# 奧利特島
奧利特島（英語：Ouellette Island）是南極洲的島嶼，處於霍華德島以西0.5英里，屬於帕默群島中茹班群島的一部分，由美國南極名稱諮詢委員命名，現時由南極條約體系管理。